# 特特爾里弗鎮區 (明尼蘇達州貝爾特拉米縣)
特特爾里弗鎮區（英語：Turtle River Township）是位於美國明尼蘇達州貝爾特拉米縣的一個行政鎮區。

## 地方資料
特特爾里弗鎮區的面積為93.00平方千米，當中陸地面積為81.40平方千米，而水域面積為11.60平方千米。根據2020年美國人口普查的數據，當地共有人口1226人，而人口密度為每平方千米13.18人。